# گلن هوسمن
گلن هوسمن (انگلیسی: Glen Housman؛ زادهٔ ۳ سپتامبر ۱۹۷۱) شناگر اهل استرالیا است.
وی در مسابقات کشوری و بین‌المللی در مجموع برندهٔ ۴ مدال طلا، ۱ مدال نقره شده‌است.